# Kloštar Podravski
Kloštar Podravski (maďarsky Gorbonok) je vesnice a správní středisko stejnojmenné opčiny v Chorvatsku v Koprivnicko-križevecké župě. Nachází se asi 9 km jihovýchodně od Đurđevace a asi 33 km jihovýchodně od Koprivnice. V roce 2011 žilo v Kloštaru Podravském 1 532 obyvatel, v celé opčině pak 3 306 obyvatel.
Součástí opčiny jsou celkem čtyři trvale obydlené vesnice.
- Budančevica – 527 obyvatel
- Kloštar Podravski – 1 532 obyvatel
- Kozarevac – 560 obyvatel
- Prugovac – 687 obyvatel

Kloštarem Podravským prochází státní silnice D2 a župní silnice Ž2234 a Ž2235. Kloštar Podravski se nachází blízko trojmezí Koprivnicko-križevecké župy s Bjelovarsko-bilogorskou a Viroviticko-podrávskou župou.